# Exsula albomaculata
Exsula albomaculata är en fjärilsart som beskrevs av den japanska entomologen Tsunekata Miyake 1907.
Exsula albomaculata ingår i släktet Exsula och familjen nattflyn (Noctuidae). Inga underarter finns listade i Catalogue of Life.